# Scopula tortuosaria
Scopula tortuosaria là một loài bướm đêm trong họ Geometridae.